# 雙斑新鼬鳚
雙斑新鼬鳚（学名：Neobythites bimaculatus），又名鼬魚，为鼬魚科新鼬鳚屬下的一个种。

## 扩展阅读
- 維基物種上的相關：雙斑新鼬鳚